# Verrières (Aube)
Verrières és un municipi francès situat al departament de l'Aube i a la regió del Gran Est. L'any 2007 tenia 1.689 habitants.

## Demografia

### Població
El 2007 la població de fet de Verrières era de 1.689 persones. Hi havia 658 famílies de les quals 100 eren unipersonals (36 homes vivint sols i 64 dones vivint soles), 265 parelles sense fills, 261 parelles amb fills i 32 famílies monoparentals amb fills.
La població ha evolucionat segons el següent gràfic:
Habitants censats

### Habitatges
El 2007 hi havia 693 habitatges, 655 eren l'habitatge principal de la família, 10 eren segones residències i 28 estaven desocupats. 688 eren cases i 3 eren apartaments. Dels 655 habitatges principals, 605 estaven ocupats pels seus propietaris, 39 estaven llogats i ocupats pels llogaters i 11 estaven cedits a títol gratuït; 2 tenien una cambra, 7 en tenien dues, 64 en tenien tres, 206 en tenien quatre i 376 en tenien cinc o més. 541 habitatges disposaven pel capbaix d'una plaça de pàrquing. A 233 habitatges hi havia un automòbil i a 397 n'hi havia dos o més.

### Piràmide de població
La piràmide de població per edats i sexe el 2009 era:
| Homes | Edats   | Dones |
| ----- | ------- | ----- |
| 0     | 95 o +  | 0     |
| 0     | 90 a 94 | 4     |
| 0     | 85 a 89 | 4     |
| 16    | 80 a 84 | 4     |
| 8     | 75 a 79 | 8     |
| 16    | 70 a 74 | 32    |
| 32    | 65 a 69 | 20    |
| 28    | 60 a 64 | 24    |
| 68    | 55 a 59 | 60    |
| 104   | 50 a 54 | 88    |
| 96    | 45 a 49 | 100   |
| 60    | 40 a 44 | 80    |
| 64    | 35 a 39 | 60    |
| 56    | 30 a 34 | 68    |
| 40    | 25 a 29 | 52    |
| 84    | 20 a 24 | 44    |
| 44    | 15 a 19 | 56    |
| 64    | 10 a 14 | 52    |
| 48    | 5 a 9   | 64    |
| 28    | 0 a 4   | 60    |

## Economia
El 2007 la població en edat de treballar era de 1.180 persones, 827 eren actives i 353 eren inactives. De les 827 persones actives 779 estaven ocupades (420 homes i 359 dones) i 48 estaven aturades (20 homes i 28 dones). De les 353 persones inactives 176 estaven jubilades, 99 estaven estudiant i 78 estaven classificades com a «altres inactius».

### Ingressos
El 2009 a Verrières hi havia 676 unitats fiscals que integraven 1.788 persones, la mediana anual d'ingressos fiscals per persona era de 20.610 €.

### Activitats econòmiques
Dels 63 establiments que hi havia el 2007, 1 era d'una empresa extractiva, 1 d'una empresa alimentària, 5 d'empreses de fabricació d'altres productes industrials, 15 d'empreses de construcció, 4 d'empreses de comerç i reparació d'automòbils, 5 d'empreses de transport, 2 d'empreses d'hostatgeria i restauració, 2 d'empreses d'informació i comunicació, 4 d'empreses financeres, 5 d'empreses immobiliàries, 11 d'empreses de serveis, 6 d'entitats de l'administració pública i 2 d'empreses classificades com a «altres activitats de serveis».
Dels 19 establiments de servei als particulars que hi havia el 2009, 1 era una oficina de correu, 1 establiment de lloguer de cotxes, 3 paletes, 2 guixaires pintors, 3 fusteries, 2 lampisteries, 3 electricistes, 1 perruqueria, 2 restaurants i 1 agència immobiliària.
Dels 2 establiments comercials que hi havia el 2009, 1 era una botiga de més de 120 m² i 1 una botiga de menys de 120 m².
L'any 2000 a Verrières hi havia 9 explotacions agrícoles que ocupaven un total de 624 hectàrees.

## Equipaments sanitaris i escolars
L'únic equipament sanitari que hi havia el 2009 era una farmàcia.
El 2009 hi havia 1 escola maternal i 1 escola elemental.

## Poblacions més properes
El següent diagrama mostra les poblacions més properes.